# Chutliwiec żółtostopy
Chutliwiec żółtostopy (Antechinus flavipes) –  gatunek ssaka z podrodziny niełazów (Dasyurinae) w obrębie rodziny niełazowatych (Dasyuridae).  

## Występowanie
Występuje we wschodniej oraz południowo-zachodniej części wybrzeża Australii. Zamieszkuje różnorodne środowiska od lasów tropikalnych po suche tereny z przewagą akacji. 

## Taksonomia
Wyróżnia się trzy podgatunki:
- A. f. flavipes – podgatunek nominatywny, w południowo-wschodnim Queensland , Nowej Południowej Walii , Wictorii i Australii Południowej
- A. f. leucogaster – występuje w południowo-zachodniej Australii Zachodniej
- A. f. rubeculus – występująca w północno-wschodnim Queensland.

## Charakterystyka

### Morfologia
Osiąga długość ciała wynoszącą od 8,3 do 13,1 cm nie licząc ogona. Ogon mierzy od 7,1 do 10,7 cm . Masa ciała wynosi od 28 do 67 g. Samce zwykle są większe od samic. Charakterystycznymi cechami wyglądu są pomarańczowo-żółte kończyny, boki ciała oraz nasada ogona. Końcówka ogona jest ciemna. Ich głowa jest szara z jasnymi pierścieniami wokół oczu.

### Tryb życia
Gatunek głównie nocny, prowadzi częściowo nadrzewny tryb życia. W ciągu dnia odpoczywa w dziuplach drzew lub w martwych kłodach. Często odwiedza tereny miejskie, gdzie gnieździ się np. w kanapach lub zapuszcza się do kuchni.

### Rozmnażanie
Rozmnaża się raz w roku – zwykle późną zimą lub wiosną. Długość kopulacji może dochodzić do 12 godzin. Samice rodzą do 14 młodych, które przebywają w torbie przez około pięć tygodni, a są odstawiane od mleka po trzech miesiącach. Samce giną wkrótce po zakończeniu kopulacji, a samice zazwyczaj umierają po odchowaniu młodych i ich odstawieniu od piersi.